# Marsada
Marsada is een bestuurslaag in het regentschap Tapanuli Selatan van de provincie Noord-Sumatra, Indonesië. Marsada telt 1331 inwoners (volkstelling 2010).